# ليونارد بوب
ليونارد بوب (بالإنجليزية: Leonard Pope)‏ هو لاعب كرة قدم أمريكية أمريكي، ولد في 9 سبتمبر 1983 في أميريكوس في الولايات المتحدة.

## وصلات خارجية
- الموقع الرسمي
- ليونارد بوب على موقع مرجع كرة القدم المحترفة.كوم (الإنجليزية)